# 기에드류스 아를라우스키스
기에드류스 아를라우스키스(리투아니아어: Giedrius Arlauskis, 1987년 12월 1일 ~ )는 리투아니아의 전 축구 선수로, 현역 시절 포지션은 골키퍼였다.